# یوسف فلاوی

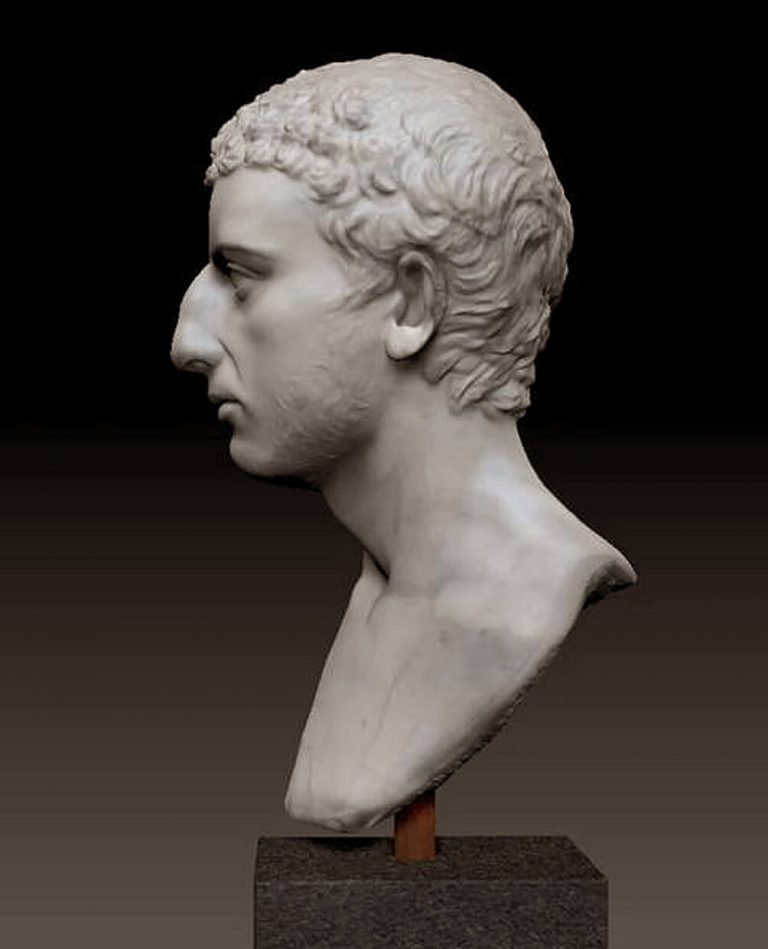
یک پرتره از نیمه تنه بالای تندیسی رومی منسوب به یوسف

یوسف فلاوی یا تیتوس فلاویوس یوسیفوس، (در فارسی، بیشتر تحت عنوان «یوسف فلاوی» می‌شناسند)هم چنین، یوسفوس فلاویوس (به یونانی: Ἰώσηπος Ματθίου παῖς)، (به خط عبری کتاب مقدس| יוסף בן מתתיהו, یُسِف بن ماتیتیاهو) نامیده می‌شود، (زاده ۳۷- درگذشته حدود ۱۰۰ میلادی) یک تاریخ‌نگار یهودی –رومی و زندگی‌نامه‌نویس بزرگان دینی و شاهان اجدادی یهود بود که تاریخ یهود را با تأکید ویژه بر سده نخست میلادی ثبت کرده‌است.
یوسفوس فلاویوس تاریخ جامعی با عنوان «دوران باستانی یهود» تألیف کرد. نیمه نخست کتاب تاریخ مقدس را با کمی تلخیص و پیرایش بازگویی می‌نماید. اما زمانی که به دوران هلنیستی می‌رسد به گزارش‌های رسمی حکومتی و آثار نویسندگان متعدد یونانی تکیه می‌کند. در مورد نهضت مکابیان وی به نخستین سفر مکابی (تورات) اکتفا می‌نماید. سفر مکابی دوم، سرگذشت پیروزی‌های شکوهمند یهودا مکابه (ملقب به پتک) بوده و در آن مصائب غیبی، فرشتگان، معجزات و رستاخیز مردگان ذکر شده‌است. این کتاب تنها منبع مورد اعتمادی است که مورخان دربارهٔ حکومت هلنی گرای اورشلیم در اختیار دارند.
او در اورشلیم متولد شد. پدر او از نسل کاهنان معبد اورشلیم بود و مادرش نیز دارای نسل پادشاهی بود. او در ابتدا با رومیان در جنگ اول یهودی-رومی جنگید تا اینکه در سال ۶۷ میلادی تسلیم شد. یوسف ادعا می‌کند که پیش‌بینی‌های یهودی که باعث جنگ اول یهودی-رومی شد اشاره می‌کنند که وسپاسیان امپراتور روم خواهد شد. وسپاسیان نیز تصمیم می‌گیرد که او را به عنوان گروگان و مترجم نگهدارد. بعد از اینکه وسپاسیان در سال ۶۹ میلادی امپراتور روم شد یوسفوس فلاویوس را آزاد کرد و او لقب خانوادگی وسپاسیان (فلاویوس) را گرفت. او به رومیان پیوست و شهروندی رومی دریافت کرد. او با پسر وسپاسیان به نام تیتوس نزدیک شد و در زمان محاصره اورشلیم مترجم او بود که این جنگ به نابودی اورشلیم و نابودی معبد دوم اورشلیم منجر شد. یوسفوس فلاویوس تاریخ دقیق از قرن اول میلادی با توجه ویژه به رابطه رومیان و یهودیان ارائه داده‌است.

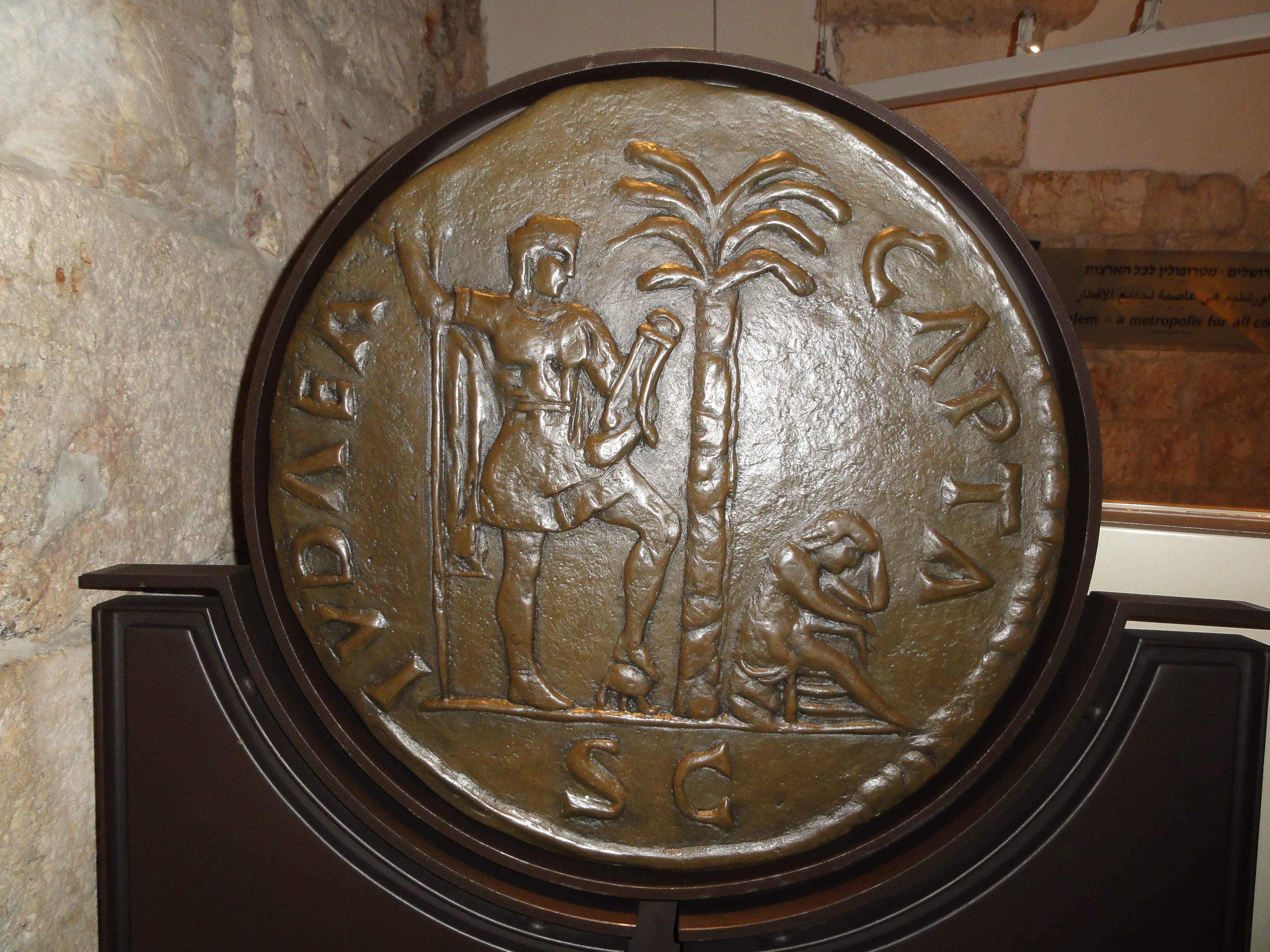
یهودیهٔ تسخیرشده (Judea Capta)

مهمترین کتاب‌های وی کتاب جنگ یهود (در حدود ۷۵ میلادی) و کتاب روزگار باستانی یهود (حدود ۹۴ میلادی) می‌باشد در این کتاب بندی است که در آن از مسیح سخن گفته شده است. در این بند چنین نوشته شده است :( در همان اوان"اوایل" عیسی آن انسان خردمند پدیدار شد، هر چند دشوار بتوان او را انسان نامید، چون او ورزها"معجزه" می کرد و آموزگار مردمی بود که راستی را با روی گشاده می پذیرند و او بسیاری از یهودیان و بسیاری از یونانیان ما او را دادباخته کرد که به صلیب آویخته شود. کسانی که در آغاز به او مهر ورزیده بودند هم چنان دوستش داشتند، زیرا وی سه روز پس از آن زنده بر آنان پدیدار گردید، زیرا پیامبران خدا از این رستاخیز و از هزاران ورز دیگر مسیح خبر داده بودند و گروهی که به نام مسیح نامیده شده بودند هنوز از میان نرفته اند. ) که البته اجماع مورخان وجود دارد که این بخش از سخنان درباره مسیح تحریف شده و اضافه شده در قرون بعدی می‌باشد. جنگ یهود شرح شورش یهودیان علیه اشغال رومی ها(۷۰–۶۶ میلادی) بوده و روزگار باستان یهود تاریخ جهان از دیدگاه یهود برای یک شونده و مخاطب به ظاهر رومی است. این کارها نگرش‌های ارزشمندی از یهودیت در قرن نخست میلادی و آغاز مسیحیت فراهم می‌کند.

## زندگی‌نامه
یوسفوس فلاویوس  خود را پسر متیاس که یک عبری بود معرفی می‌کند.  او پسر دوم متیاس، یک کاهن یهودی بود. برادر بزرگ‌ترِ تنی‌اش نیز مانند پدرش، متیاس نام داشت. مادرشان زنی اشرافی و از تبار دودمان سلطنتی و پیش‌تر حاکم حَشمونیان بود. پدربزرگ و مادربزرگ پدری یوسفوس فلاویوس، مردی به نام یوسف (یا یوسفوس) و همسرش — زنی عبری و اشراف‌زاده که با هم خویشاوندی دور داشتند — بودند. خانواده یوسفوس ثروتمند بود. او از سوی پدر از دودمان کاهنی یَهویارِیب می‌آمد که نخستین دسته از بیست‌وچهار دسته کاهنان معبد اورشلیم بود. یوسفوس فلاویوس خود را نسل چهارم «کاهن اعظم یوناتان» می‌خواند که مقصودش یا یوناتان آپفوس بود یا الکساندر یانائوس. او در اورشلیم بزرگ شد و همراه برادرش آموزش دید.

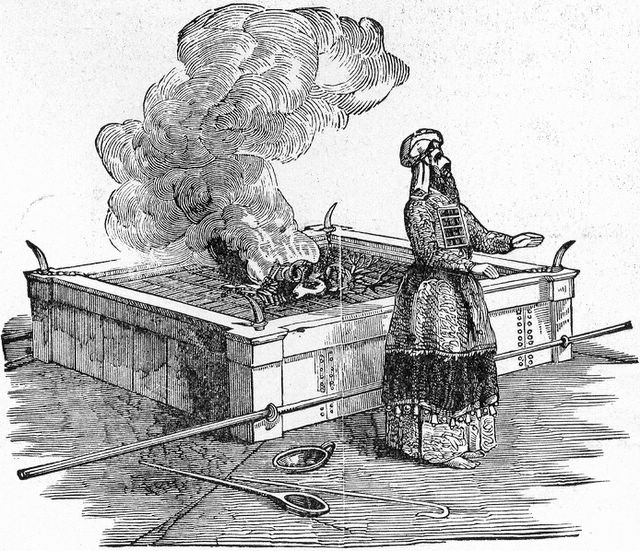
کاهن اعظم

در حدود ۲۶ سالگی، یوسفوس فلاویوس به روم سفر کرد تا برای آزادی کاهنان یهودی که به دستور نرون در آنجا زندانی بودند، مذاکره کند. با کمک همسر نرون، پوپیا سابینا، و یک بازیگر یهودی، توانست آزادی آنان را به دست آورد. پس از بازگشت به اورشلیم و همزمان با آغاز جنگ اول یهودیان و روم، یوسفوس فلاویوس به‌عنوان فرماندار نظامی جلیل منصوب شد. ورود او به جلیل، اما، با اختلافات داخلی همراه بود: ساکنان صفوریه و طبریه تصمیم گرفتند با رومیان صلح کنند؛ مردم صفوریه از ارتش روم برای محافظت از شهرشان یاری خواستند، در حالی که مردم طبریه به نیروهای شاه آگریپا متوسل شدند تا آنان را از دست شورشیان حفظ کنند. یوسفوس در این منطقه ۶۵ هزار سرباز را آموزش داد.
یوسفوس فلاویوس همچنین با یوحنای جیشالا روبه‌رو شد که او نیز چشم به کنترل جلیل دوخته بود. مانند یوسفوس، یوحنا نیز گروه بزرگی از هواداران خود را از جیشالا (گوش حَلب) و گابارا، همراه با پشتیبانی سنهدرین اورشلیم، گرد آورده بود. در این میان، یوسفوس چندین شهر و روستا را در جلیل سفلی، از جمله طبریه، برسابِه، سِلامین، یاپه و تاریخئا، برای مقابله با یورش رومیان استحکام‌بخشی کرد. در جلیل علیا نیز شهرهای یامنیث، سِف، مِرو و اَخاباره و مکان‌های دیگر را مستحکم ساخت. یوسفوس، با گالیلیان تحت فرمان خود، توانست صفوریه و طبریه را مطیع سازد، اما در نهایت با رسیدن نیروهای رومی به فرماندهی پلاسیدوس تریبون، و سپس خود وِسپاسیان، ناچار شد کنترل صفوریه را رها کند. یوسفوس ابتدا با ارتش روم در روستایی به نام گاریس درگیر شد، جایی که برای بار دوم به صفوریه حمله کرد، پیش از آنکه عقب رانده شود. سرانجام، او در محاصره یودفات (یوتاپاتا) در برابر ارتش روم مقاومت کرد، تا اینکه این شهر در ماه قمری تموز، در سیزدهمین سال سلطنت نرون، به دست رومیان سقوط کرد.

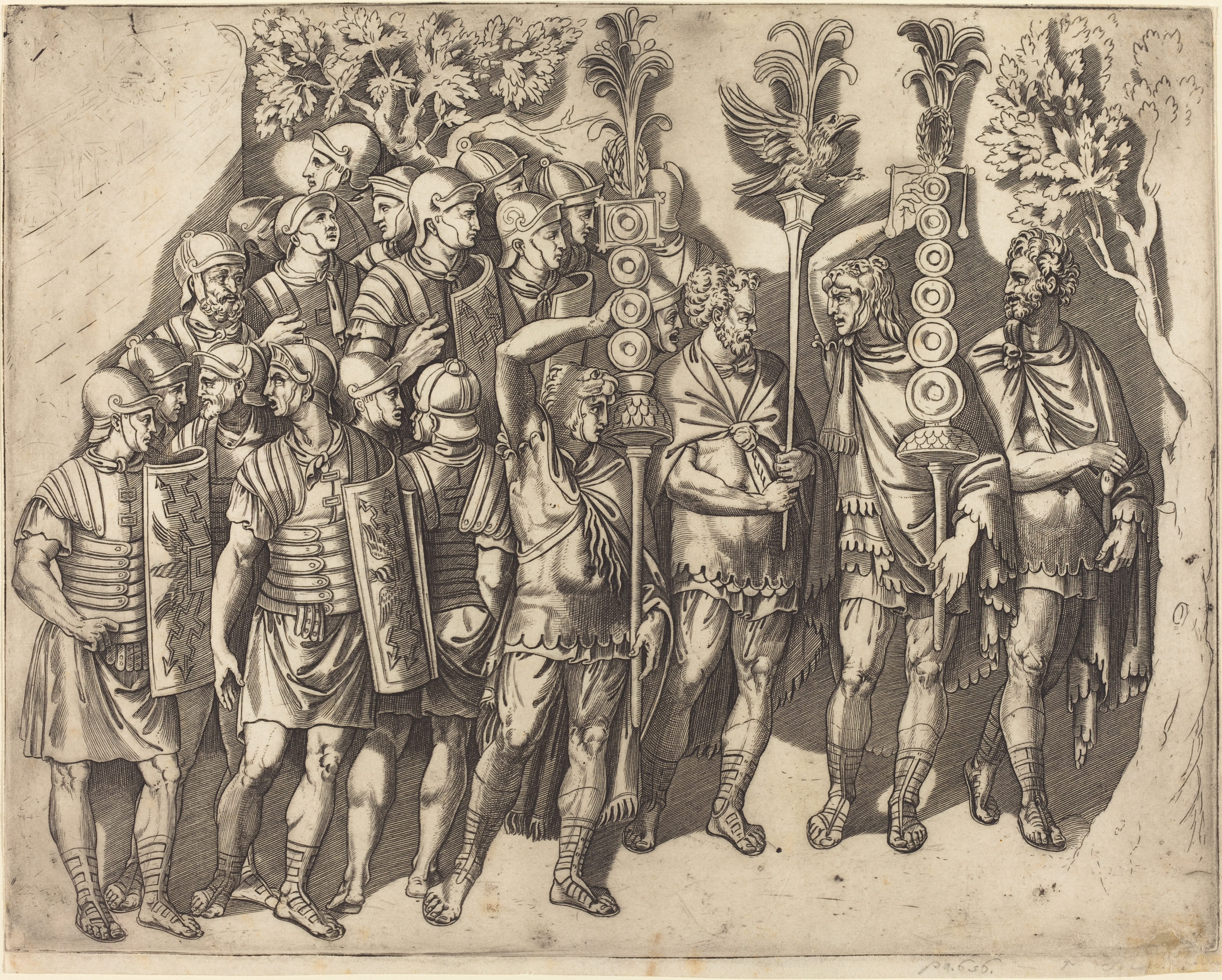
لژیون رومی

پس از آنکه پادگان یهودی یودفات به محاصره درآمد، رومیان یورش بردند و هزاران تن را کشتند؛ بازماندگان دست به خودکشی زدند. به گفته یوسفوس، او در ژوئیه سال ۶۷ میلادی همراه با ۴۰ تن از یارانش در غاری گرفتار شد. رومیان (به فرماندهی یوسفوس فلاویوس وِسپاسیان و پسرش تیتوس، که هر دو بعدها امپراتور روم شدند) از گروه خواستند تسلیم شوند، اما آنان نپذیرفتند. بنا بر روایت یوسفوس فلاویوس، او روشی برای خودکشی دسته‌جمعی پیشنهاد کرد که در آن هر یک با شمشیر یکی دیگری را بکشند که نفر سوم بعد از آن‌ها باشد؛ ولیکن این روش باعث زنده ماندن یک نفر در نهایت شده (این مسئله در ریاضیات به نام معمای یوسفوس فلاویوس شناخته می‌شود) و این فرد یوسفوس بود.؛ قرعه کشیدند و یکدیگر را یکی‌یکی کشتند، و اتفاقاً یوسفوس فلاویوس یکی از دو نفری بود که در پایان زنده ماند و خود را به نیروهای رومی تسلیم کرد و به اسارت درآمد. در سال ۶۹ میلادی، یوسفوس فلاویوس آزاد شد. به گفته خودش، او در سال ۷۰ میلادی در محاصره اورشلیم به‌عنوان میانجی با مدافعان گفت‌وگو می‌کرد و در این زمان پدر و مادرش به دست شمعون بن گیورا به گروگان گرفته شده بودند.

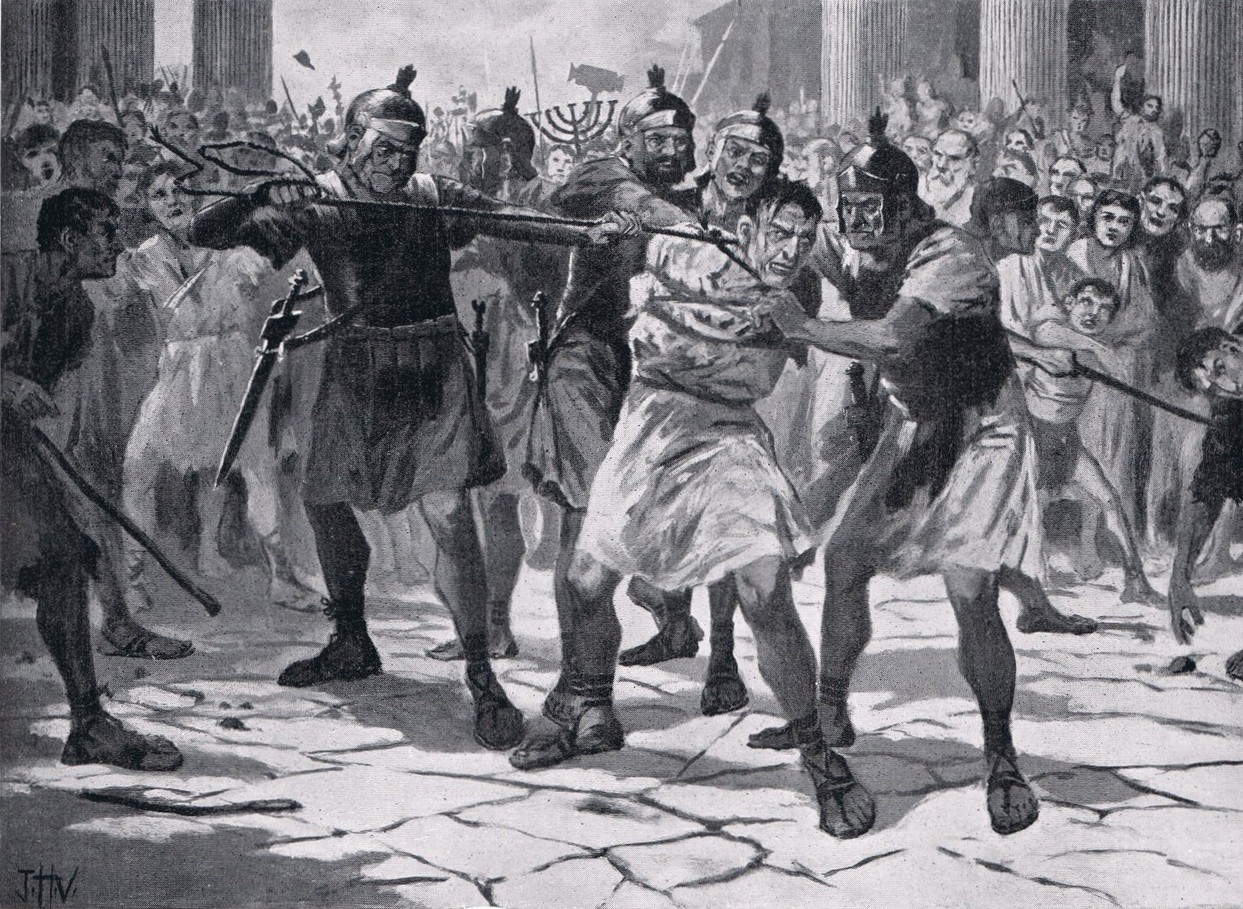
جان هریس والدا – شمعون بن گیورا در جشن پیروزی تیتوس، در حالی که به سوی مرگ کشانده می‌شود.

هنگامی که در یودفات (یوتاپاتا) در بند بود، یوسفوس ادعا کرد که مکاشفه‌ای الهی داشته که بعدها موجب شد سخنرانی‌ای ایراد کند و پیش‌بینی نماید که وِسپاسیان امپراتور خواهد شد. پس از آنکه این پیش‌بینی به حقیقت پیوست، وِسپاسیان او را آزاد کرد و موهبت پیشگویی‌اش را الهی دانست. یوسفوس فلاویوس نوشت که این مکاشفه سه چیز را به او آموخته است: اینکه خدا، آفریننده قوم یهود، تصمیم گرفته آنان را «تنبیه» کند؛ اینکه «بخت» به رومیان سپرده شده است؛ و اینکه خدا او را برگزیده تا «امور آینده را اعلام کند». برای بسیاری از یهودیان، چنین ادعاهایی صرفاً در خدمت منافع شخصی او تلقی می‌شد.
یوسفوس فلاویوس ویرانی معبد را نشانه‌ای دانست که خدا به سبب گناهان یهودیان روی به رومیان آورده و از این رو مردم را به تسلیم در برابر اقتدار روم فراخواند. با این حال، او بر این باور بود که پیمان میان خدا و اسرائیل همچنان برقرار است و بازسازی تنها به توبه یهودیان بستگی دارد، که بازتابی از تفسیرهای کتاب مقدسی درباره ویرانی معبد نخست(هیکل سلیمان) بود.

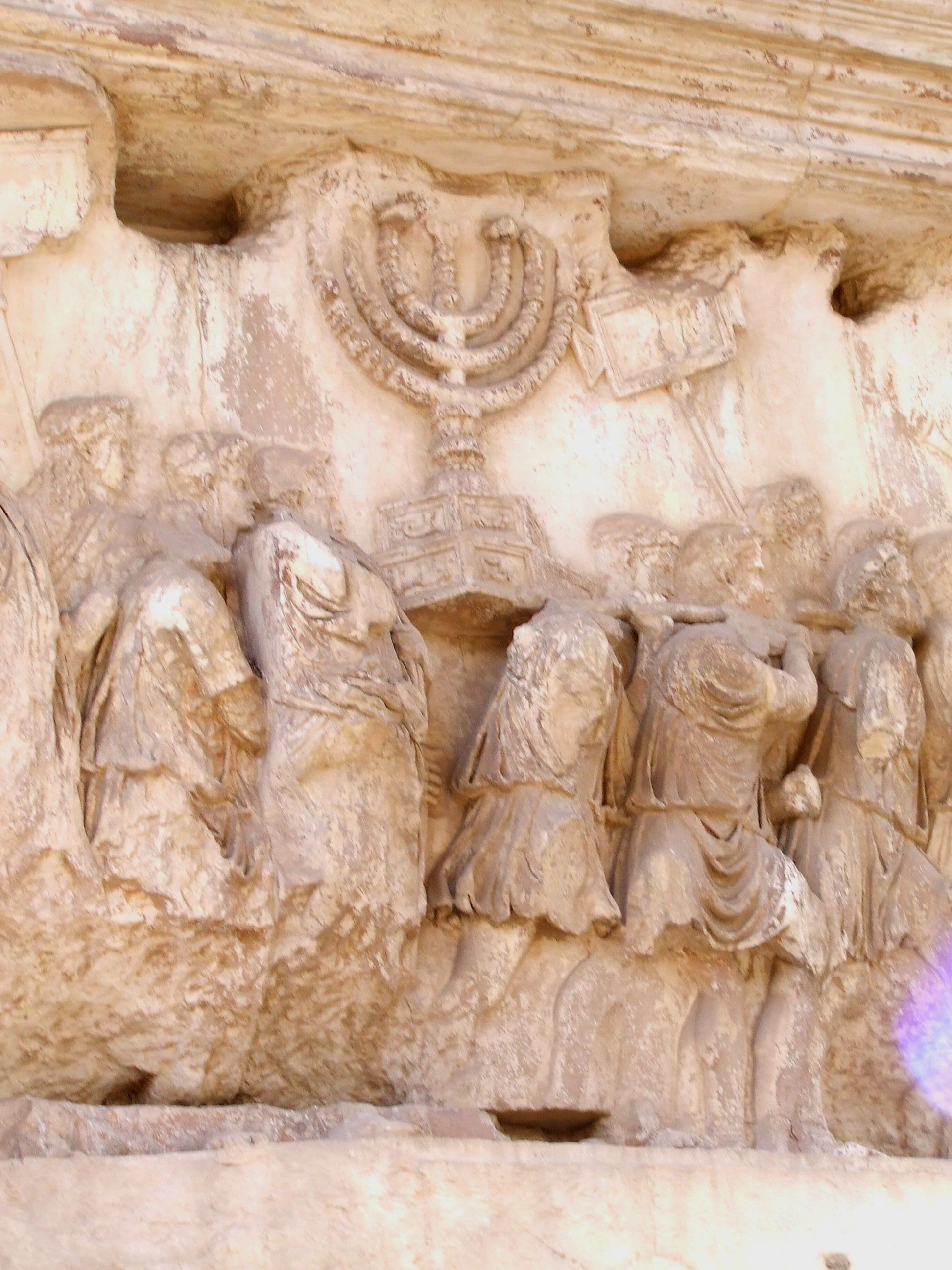
نمایش بردن شمعدان هفت‌شاخهٔ معبد اورشلیم بر روی نقش‌برجسته‌ای در طاق تیتوس در میدان رومی (فوروم رومانوم)

در سال ۷۱ میلادی، او همراه با تیتوس به روم رفت. در آنجا، شهروندی روم را به دست آورد و به عنوان وابسته دودمان فلاویان پذیرفته شد. افزون بر شهروندی روم و یا تابعیت رومی، اقامتگاهی در یهودیهٔ فتح‌شده و مستمری‌ای به او اعطا شد. یوسفوس فلاویوس در روم و تحت حمایت فلاویان همه آثار شناخته‌شده خود را نوشت. گرچه او در نوشته‌هایش تنها خود را «یوسفوس» می‌نامد، تاریخ‌نگاران بعدی از او با عنوان «فلاویوس یوسفوس» یاد کرده‌اند، که نشان می‌دهد طبق رسم آزادگان، نام خانوادگی «فلاویوس» را از حامیان خود برگرفته بود.

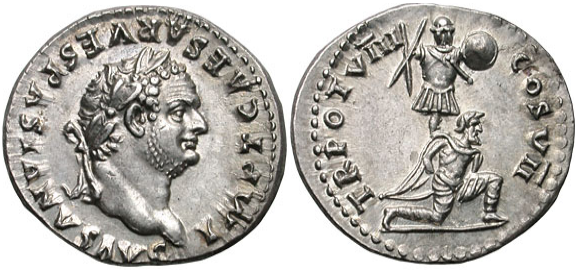
اسیر یهودی که در برابر تیتوس به سمت راست زانو زده است.

وسپاسیان برای یوسفوس فلاویوس ازدواج با زنی یهودیِ اسیر را ترتیب داد که بعدها از او جدا شد. حدود سال ۷۱، یوسفوس فلاویوس با یک زن یهودی اهل اسکندریه به عنوان همسر سوم خود ازدواج کرد. آنان سه پسر داشتند که تنها فلاویوس هیرکانوس از کودکی جان به در برد. یوسفوس بعدتر از همسر سومش جدا شد. حدود سال ۷۵، او با همسر چهارمش ازدواج کرد؛ زنی یهودیِ یونانی از کرت که از خانواده‌ای سرشناس بود. آنان دو پسر داشتند: فلاویوس یوستوس و فلاویوس سیمونیدس آگریپا.
سرگذشت یوسفوس فلاویوس همچنان مبهم است. هریس در سال ۱۹۸۵ او را یهودی‌ای پایبند به شریعت توصیف کرد که به سازگاری میان یهودیت و اندیشه یونانی-رومی باور داشت، آنچه به طور رایج «یهودیت هلنیستی» خوانده می‌شود. «یوسیپون»، نسخه عبری آثار یوسفوس، تغییراتی دارد. منتقدان او هرگز از این نکته خرسند نبودند که چرا در جلیل، اقدام به خودکشی‌اش به مرگ او نینجامید و اینکه پس از اسارت، حمایت رومیان را پذیرفت.

## نوشته‌ها
نوشته‌های یوسفوس فلاویوس جزو مهم‌ترین آثار تاریخی باقی‌مانده از قرن اول میلادی است. دیدگاه محققان تاریخی در مورد او متفاوت است. بعضی اعتقاد دارند که او یک فریسی بود و به مردم خود خیانت کرد. حال آنکه بعضی دیگر او را یک تاریخدان قابل احترام می‌دانند. بعضی اعتقاد دارند که یوسف در نوشته‌های خود به عیسی نیز اشاره کرده‌است ولیکن این امر مورد قبول همه تاریخدانان نیست.
آثار:
- جنگ یهود (سال ۷۵ میلادی)
- روزگار باستانی یهود ویا « باستانیات یهود» (سال ۹۴ میلادی)
- زندگی فلاویوس یوسفوس (سال ۹۹ میلادی)
- فلاویوس یوسفوس علیه آپیون (سال ۹۷ میلادی)
- اثر جعلی: گفتگو با یونانیان در مورد هادس

### جنگ یهود
نخستین اثر او در روم گزارشی از جنگ یهود بود که خطاب به «بربرهای بلندمرتبه» — که معمولاً گمان می‌رود همان جامعه یهودیان در میان‌رودان باشند — به «زبان پدری‌اش» (جنگ، ۱:۳) نوشته شد که احتمالاً همان زبان آرامی غربی بوده است. در سال ۷۸ میلادی، او نگارش گزارشی هفت‌جلدی به زبان یونانی را به پایان رساند که به نام «جنگ یهود» (به لاتین Bellum Judaicum یا De Bello Judaico) شناخته می‌شود. این اثر با دوره مکابیان آغاز می‌شود و با شرح سقوط اورشلیم، سپس سقوط دژهای هیرودیون، ماخارونت و مسادا، جشن‌های پیروزی روم در شهر روم، عملیات پاکسازی، فعالیت‌های نظامی روم در دیگر نقاط امپراتوری و قیام در قیرنه (کورنا) پایان می‌یابد. این اثر، همراه با گزارش بخشی از همین رویدادها در کتاب «زندگی‌نامه»‌اش، به خواننده تصویری کلی از نقش خود یوسفوس در این وقایع ارائه می‌دهد، از زمان بازگشتش به اورشلیم پس از سفری کوتاه به روم در اوایل دههٔ ۶۰ میلادی (زندگی‌نامه، بندهای ۱۳–۱۷).
در دیباچهٔ کتاب جنگ یهود، یوسفوس تاریخ‌نگارانی را که رویدادهای جنگ یهود و روم را به‌گونه‌ای نادرست بازگو می‌کنند، نکوهش می‌کند و می‌نویسد: «آنان می‌خواهند بزرگی رومیان را نشان دهند، در حالی که همچنان اعمال یهودیان را کوچک و ناچیز جلوه می‌دهند.» یوسفوس اظهار می‌کند که هدفش اصلاح این روش است، اما «به سوی افراط دیگر نخواهد رفت ... [و] اقدامات هر دو طرف را با دقت دنبال خواهد کرد.» او اعتراف می‌کند که در نگارش این رویدادها نخواهد توانست اندوه خود را پنهان کند؛ و برای نشان دادن اینکه این اندوه تأثیر اندکی بر تاریخ‌نگاری‌اش خواهد داشت، می‌افزاید: «اما اگر کسی در نکوهش من انعطاف‌ناپذیر باشد، بگذارد که خود رویدادها را به بخش تاریخی نسبت دهد و سوگواری‌ها را تنها به شخص نویسنده.»

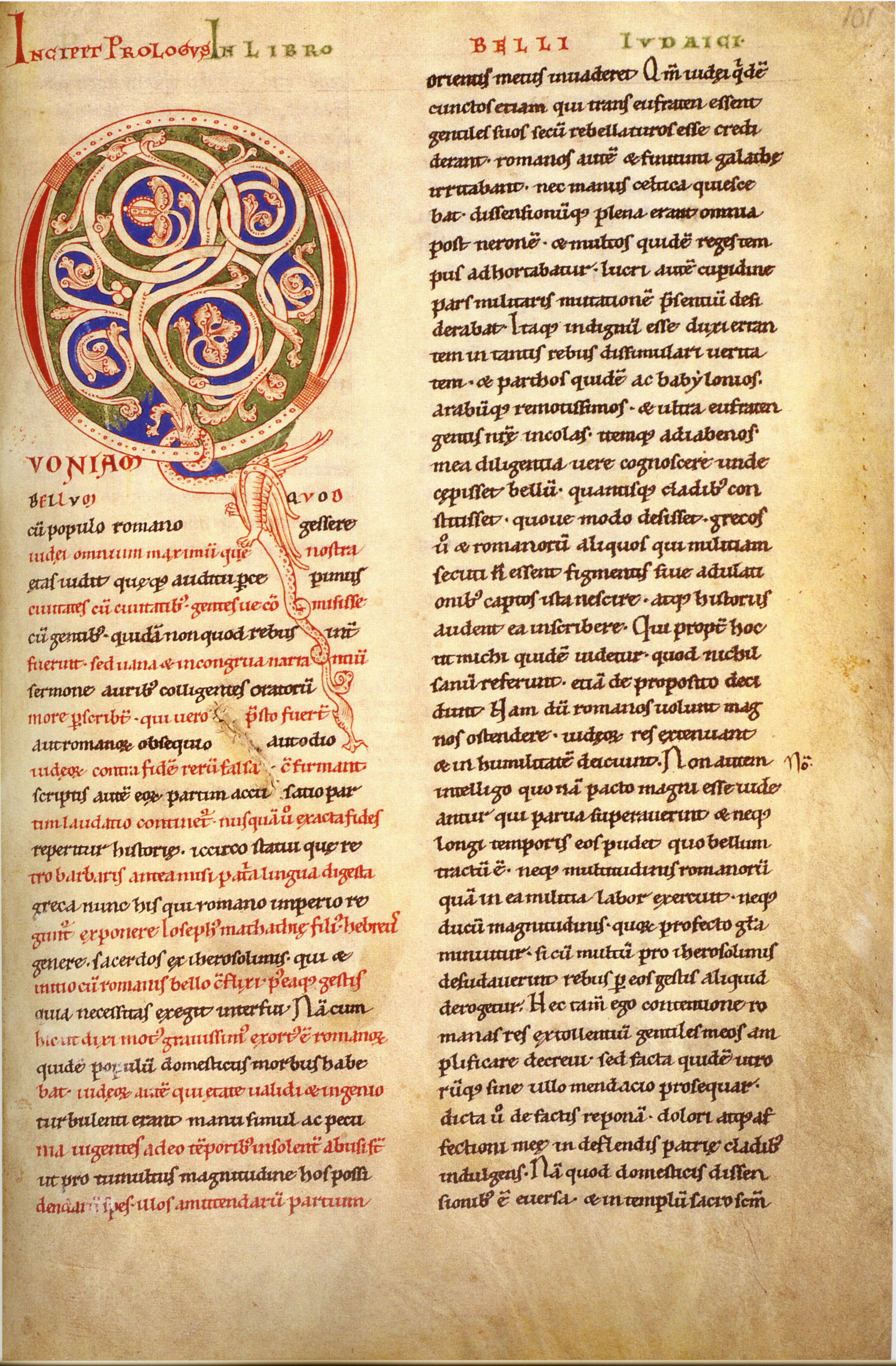
فلاویوس یوسفوس، «جنگ یهود»، کلن، دست‌نوشته شمارهٔ ۱۶۳

### روزگار باستانی یهود و یا باستانیات یهود
اثر بعدی یوسفوس فلاویوس، کتاب ۲۱ جلدی «روزگار باستانی یهود» ویا « باستانیات یهود» بود که در سال پایانی سلطنت امپراتور فلاویوس دومیتیان، حدود سال‌های ۹۳ یا ۹۴ میلادی، به پایان رسید. او در شرح تاریخ، قانون و آداب یهود، وارد بسیاری از مباحث فلسفی رایج در روم آن زمان می‌شود. بار دیگر، او دفاعیه‌ای از قدمت و اهمیت جهانی قوم یهود ارائه می‌کند. یوسفوس فلاویوس ادعا می‌کند که این تاریخ را نوشته زیرا «دید که دیگران حقیقت آن رویدادها را در نوشته‌هایشان تحریف می‌کنند» و این نوشته‌ها همان تاریخ یهود بود. درباره برخی منابع این پروژه، یوسفوس می‌گوید که از «کتاب‌های مقدس عبری برگرفته و تفسیر کرده» و خود شاهد جنگ‌های میان یهودیان و رومیان بوده است که پیش‌تر در «جنگ‌های یهود» بازگو شده‌اند.
او تاریخ یهود را از آفرینش، همان‌گونه که در سنت تاریخی یهود نقل شده، آغاز می‌کند. ابراهیم علم را به مصریان آموخت و آنان نیز آن را به یونانیان منتقل کردند. موسی یک اشرافیت کاهنی با ساختاری شبیه سنای روم بنیان گذاشت که در برابر سلطنت مقاومت می‌کرد. شخصیت‌های بزرگ تنخ به‌عنوان رهبران فیلسوف ایده‌آل معرفی می‌شوند. در پیوست خودزندگی‌نامه‌ای کتاب، او از رفتار خود در پایان جنگ، زمانی که با نیروهای روم همکاری کرد، دفاع می‌کند.

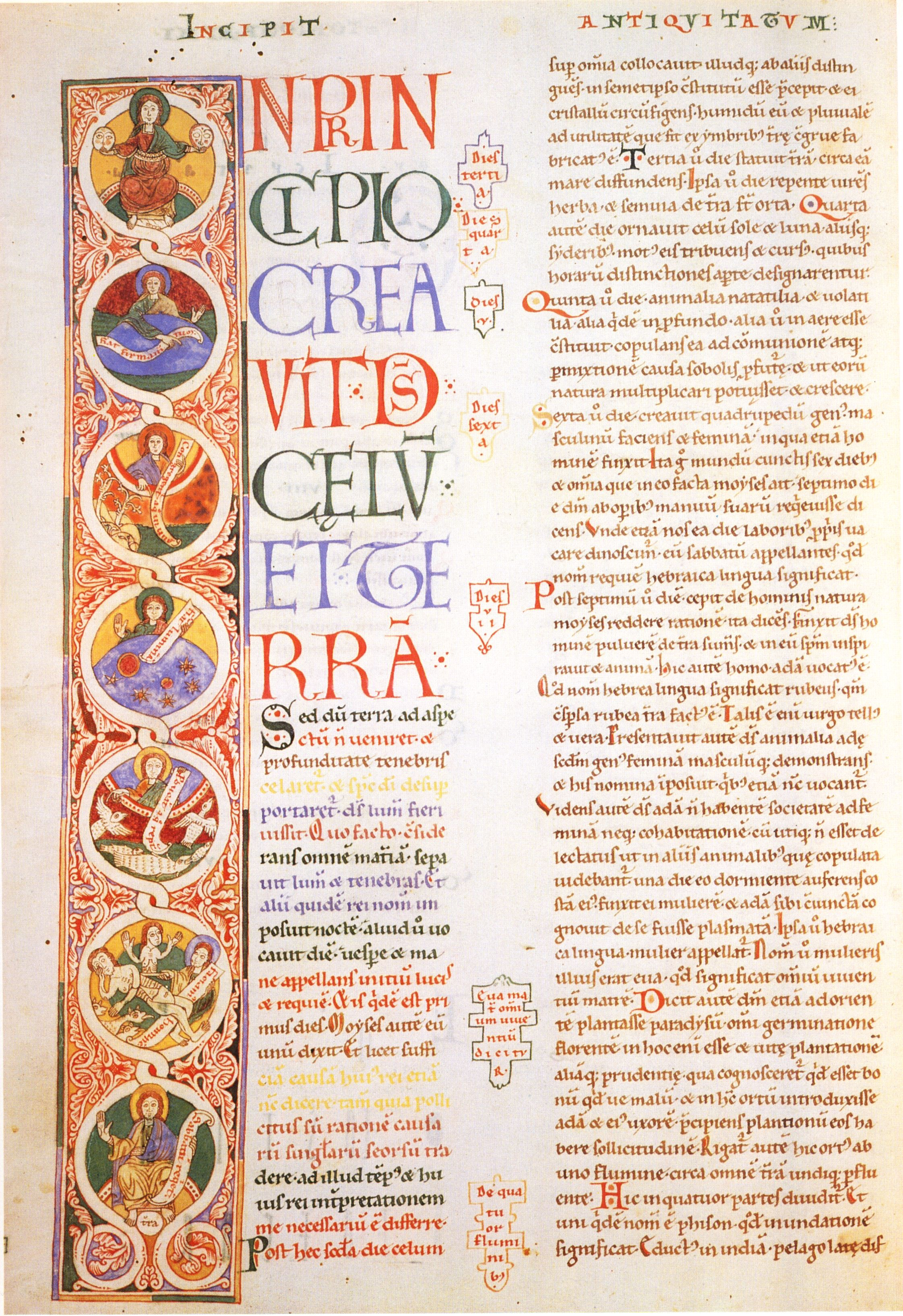
فلاویوس یوسفوس، «باستانیات یهود» (Antiquitates Iudaicae)، فلورانس، پلوت. ۶۶.۵

لوییس اچ. فلدمن به تفاوت عنوان «باستانیات یهود» با «تاریخ یهود» اشاره می‌کند. اگرچه یوسفوس فلاویوس می‌گوید که رویدادهای کتاب «باستانیات» را «به ترتیب زمانیِ مربوط به آن‌ها» بیان کرده، فلدمن بر این باور است که یوسفوس «قصد داشت مطالب را به‌صورت نظام‌مند، نه صرفاً زمانی، تنظیم کند» و دامنه کار او «فراتر از تاریخ صرفاً سیاسی، به نهادهای سیاسی و زندگی دینی و خصوصی» کشیده می‌شد.

### زندگی فلاویوس یوسفوس
متنی خودزندگی‌نامه‌ای که توسط یوسفوس فلاویوس در حدود سال‌های ۹۴ تا ۹۹ میلادی نوشته شد — احتمالاً به‌عنوان پیوستی بر کتاب «باستانیات یهود» (نگاه کنید به زندگی‌نامه، بند ۴۳۰) — که در آن نویسنده بیشتر به مرور رویدادهای جنگ و دوران فرمانداری و فرماندهی خود در جلیل می‌پردازد، ظاهراً در پاسخ به اتهاماتی که یوستوسِ طبریه علیه او مطرح کرده بود.

### فلاویوس یوسفوس علیه آپیون
کتاب «بر ضد آپیون» اثر یوسفوس، اثری دو جلدی در دفاع از یهودیت به‌عنوان دینی و فلسفه‌ای کلاسیک است که بر قدمت آن تأکید می‌کند، در برابر آنچه یوسفوس سنت نسبتاً تازه‌تر یونانیان می‌دانست. در این اثر همچنین به برخی اتهامات ضدیهودی که یوسفوس آن‌ها را به نویسنده یونانی، آپیون، نسبت می‌دهد و نیز به افسانه‌هایی که به مَنِتو منسوب شده‌اند، پاسخ داده می‌شود.

### اثر جعلی: گفتگو با یونانیان در مورد هادس
گفتگو با یونانیان در مورد هادس(Discourse to the Greeks concerning Hades) که به آن در برابر افلاطون در مورد علت جهان نیز می‌گویند، رساله کوتاهی است که گمان می‌رود اثر هیپولیتوس رومی باشد. حداقل از قرن نهم به اشتباه به مورخ یهودی یوسفوس فلاویوس نسبت داده شد و اولین بار در ترجمه اثر به نام یوسفوس فلاویوس توسط ویلیام ویستون منتشر شد. از آنجایی که ترجمه ویستون در مالکیت عمومی است، در بسیاری از نسخه‌های انگلیسی امروزی جزو آثار یوسفوس فلاویوس بدون هیچ اشاره‌ای به انتساب اشتباه آن آمده‌است.

## چهره او از دیدگاه برخی
نویسنده جوزف ریموند، یوسفوس فلاویوس را به دلیل خیانت به نیروهای خود در یودفات «بندیکت آرنولد یهود» می‌نامد. در حالی که تاریخ‌نگار مری اسمالوود، در مقدمه ترجمهٔ جنگ یهود به قلم جی. ای. ویلیامسون، می‌نویسد:
[یوسفوس] نه تنها به دانش خود، بلکه به دیدگاه‌هایی که گالیلیان و رومیان به‌عنوان فرمانده درباره او داشتند، مغرور بود؛ او در یودفات مرتکب دورویی تکان‌دهنده‌ای شد و با قربانی کردن یارانش، جان خود را نجات داد؛ آن‌قدر ساده‌لوح بود که متوجه نشود خود با گفته‌هایش محکوم است، و در عین حال، در بدنام کردن مخالفانش هیچ کلام تندی را فروگذار نمی‌کرد؛ و پس از افتادن — هرچند ناخواسته — به اردوگاه روم، اسارت خود را به سود خود تبدیل کرد و تا پایان عمر از تغییر جبهه‌اش بهره برد.